# Autoroute A57 (Italie)

Tracé de l'A57

Pour les articles homonymes, voir A57.
L'autoroute 57 ou A57 correspond au périphérique de Mestre (ou Tangenziale di Mestre). Cette autoroute italienne fut construite en 1972 et est actuellement longue de 26,7 km. Elle correspond en grande partie à l'A4.

## Parcours
| AUTOROUTE A57 Tangenziale di Mestre | |      |                           |          |                  |
| Type                                | Indications | ↓km↓ | Note                      | Province | Route européenne |
|                                     | Milan-Trieste Interconnexion ouest Belluno                                                                                                  | 0    |                           | VE       |                  |
|                                     | Mirano - Dolo Pianiga - Riviera del Brenta                                                                                                  | 3    |                           | VE       |                  |
|                                     | Mira - Oriago Ravenne Mirano - Spinea - Riviera del Brenta                                                                                  | 7,5  |                           | VE       |                  |
|                                     | Barrière de Venise Mestre | 9,5  |                           | VE       |                  |
|                                     | Venise - Ravenne Mestre Gare de Venise-Mestre Port de Venise - Zone industrielle                                                            | 9,7  | seulement direction Est   | VE       |                  |
|                                     | Venise - Ravenne Mestre - Marghera Port de Venise - Interport Zone industrielle Aire de services Marghera -Situata fuori dalla carreggiata- | 10,3 | seulement direction Est   | VE       |                  |
|                                     | Ravenne - Chioggia Marghera Interport - Zone industrielle Aire de services Marghera -Situata fuori dalla carreggiata-                       | 11,5 | seulement direction Ouest | VE       |                  |
|                                     | Venise - Mestre Port de Venise industriel                                                                                                   | 11,9 | seulement direction Ouest | VE       |                  |
|                                     | Mestre via Miranese Mirano | 12,1 |                           | VE       |                  |
|                                     | Mestre via Castellana Hôpital dell'Angelo - Castelfranco Veneto                                                                             | 14   |                           | VE       |                  |
|                                     | Mestre via Terraglio Venise - Trévise Hôpital dell'Angelo                                                                                   | 16,1 |                           | VE       |                  |
|                                     | Aire de services bidirectionnelle Bazzera                                                                                                   | 18,1 |                           | VE       |                  |
|                                     | Belluno Aéroport de Venise - Marco Polo - Jesolo                                                                                            | 19,6 |                           | VE       |                  |
|                                     | Marcon - Centre commercial Gaggio - Mogliano Veneto                                                                                         | 21,7 |                           | VE       |                  |
|                                     | Quarto d'Altino Casale sul Sile - Spiagge                                                                                                   | 25   |                           | TV       |                  |
|                                     | Barrière de Venise Est | 25,5 |                           | TV       |                  |
|                                     | Trieste-Milan Interconnexion Est Belluno | 26   |                           | TV       |                  |